# 慣性
慣性（かんせい、英: inertia）とは、運動している物体が動き続けようとする性質をいう。惰性（だせい）あるいはイナーシャともいう。
運動状態の物体は、外力が働かなければ運動状態が変化しないため、停止せずに動き続ける。
ある基準系（観測者）に対して慣性の法則が成り立つ。慣性の法則が成立する系を慣性系と呼び、それ以外を非慣性系と呼ぶ。
慣性の法則は次のように説明される：
『（ある慣性系を基準とし）基準慣性系に対して静止している物体は、その物体に力が働かない限り、基準慣性系に対し静止を続ける。また同様に、基準慣性系に対して運動する物体は、その物体に力が働かない限り、基準慣性系に対する運動状態を一定に保つ（等速直線運動する）。』
例えばニュートンの運動方程式について、運動方程式を非慣性系に対する物体の運動にそのまま適用することはできない。仮に対象の非慣性系の慣性系に対する加速度が分かるとすれば、慣性系における運動方程式をもとに座標変換することで、非慣性系における運動方程式が得られる。ニュートンの運動方程式の場合、座標変換の結果は、慣性系における運動方程式と形式上同じであり、非慣性系の慣性系に対する相対運動は、見かけの力（慣性力）として現れる。
見かけの力が充分小さいと見なせるなら、その非慣性系は近似的に慣性系と見なせる。非慣性系が近似的に慣性系とみなせるかは、対象となる物体の運動に依存する。
外力に対する応答として、物体の速度の変化がある。外力に対し、速度変化が乏しく慣性運動を継続する性質が強いことを、俗に「慣性」が大きいと表現する。
物体の速度変化の激しさは加速度によって表される。ニュートンの運動方程式より質量を持つ物体に加わる加速度は、物体に加わる力と質量の比で表される。
{\displaystyle {\vec {a}}={\frac {\vec {F}}{m}}}
外力 {\displaystyle {\vec {F}}} を固定すると、質量 {\displaystyle m} が大きいほど加速度 {\displaystyle {\vec {a}}} は小さくなる。従って質量が大きいほど、「慣性」が大きいと感じられる。
物体の回転を考えるときにも、回転のしやすさの大小（慣性モーメント）として、広い意味での慣性を定義することが出来る。

## 慣性力
物体がニュートンの運動方程式に従って運動するのは、その物体を慣性系から見た場合だけである。観測者が非慣性系にいる場合、すなわち観測者が慣性系に対して加速もしくは回転もしくはこの両方をしている場合には、慣性系から観測した場合に見られる力の他に、観測者の運動に依存した見掛け上の力が働く。この見掛けの力（英: fictitious force）を慣性力（英: inertial force）という。